# Antillothrix
El mono de La Española, Antillothrix es un género extinto de primate hallado en la isla de La Española. Se cree que la especie tipo y única conocida, A. bernensis, se extinguió alrededor del siglo XVI después de Cristo. La época y la causa exactas de su extinción no son claras, pero probablemente se relacionan con el asentamiento en la isla de los europeos tras la llegada en 1492 de la expedición de Cristóbal Colón.
Al principio, se consideró que esta especie era un pariente cercano de los monos capuchinos, pero la investigación posterior mostró que sus similitudes eran debidas a la evolución convergente.
Horovitz y MacPhee desarrollaron la hipótesis, propuesta inicialmente por MacPhee et al., de que todos los monos antillanos (siendo los restantes las dos especies cubanas del género Paralouatta, el mono jamaiquino Xenothrix mcgregori, y el mono haitiano Insulacebus toussaintiana) pertenecían a un grupo monofilético vinculado cercanamente con el género moderno Callicebus. Ellos luego asignarían a los monos antillanos a la tribu Xenotrichini – el grupo hermano de la tribu Callicebini con extensas comparaciones anatómicas y empleando el análisis filogenético usando parsimonia (PAUP, por sus siglas en inglés). Ellos mantuvieron la monofilia de este grupo ya que mantenía su soporte en los cladogramas más parsimoniosos, pero en los menos parsimoniosos el género de monos aulladores, Aotus, aparecía como emparentado con Xenothrix.
En julio de 2009, Walter Pickel encontró un cráneo de Antillothrix bernensis mientras nadaba en cavernas sumergidas. El cráneo, junto a huesos largos y costillas fueron recuperados por Walter Pickel y Curt Bowen en octubre de 2009 bajo la supervisión de la República Dominicana y Alfred L. Rosenberger del Brooklyn College. El descubrimiento apoya la idea de MacPhee et al. de un origen único para los monos antillanos.